# Segundo Romance Tour
Segundo Romance Tour est une tournée de concerts effectuée par le chanteur mexicain Luis Miguel à la fin de l'année 1994 pour promouvoir son dernier album, Segundo romance. Il a commencé la tournée au Mexique avant la sortie officielle de l'album, en interprétant les nouvelles chansons lors des 16 concerts à guichets fermés à l'Auditorium national de Mexico.

## Histoire
Pour promouvoir l'album Segundo romance, Miguel a commencé sa tournée en août 1994 avec 16 spectacles à l'Auditorium national de Mexico, qui ont attiré plus de 155 000 personnes, devenant ainsi le troisième artiste ayant vendu le plus d'entrées pour une série de concerts consécutifs dans la même salle. Miguel s'est produit dans tout le Mexique, aux États-Unis et en Argentine jusqu'au 31 décembre 1994, date à laquelle la tournée s'est terminée à Acapulco. La première partie de la setlist de Miguel comprenait des chansons pop et des ballades contemporaines ; pendant la deuxième partie, il a chanté des boléros de Segundo Romance et des chansons de ranchera, avant de terminer avec Será Que No Me Amas, la version en espagnol de Blame It on the Boogie des Jackson 5.
Ses seize représentations à Mexico et ses deux concerts à Buenos Aires ont été filmés pour être inclus dans un album live. En octobre 1995, Warner Music a publié l'album et la vidéo live El Concierto, une compilation des prestations de Miguel à l'Auditorium national de Mexico et de son concert au stade José Amalfitani de Buenos Aires. Stephen Thomas Erlewine d'AllMusic a fait l'éloge de sa production et de la performance de Miguel.
Durant sa tournée, Luis Miguel est devenu le premier artiste latin à se produire à guichets fermés au Madison Square Garden de New York et à l'Universal Amphitheatre de Los Angeles, en Californie, lors de la même tournée.

## Setlist
Cette setlist est celle du concert du 28 août 1994 à Mexico. Elle ne représente pas toutes les dates de la tournée.
1. « Luz Verde »
2. « América, América »
3. « Pensar En Ti »
4. « Dame Tú Amor »
5. « No Sé Tú »
6. « Alguien Como Tú » (Somebody In Your Life)
7. Medley de ballades
  - « Yo Que No Vivo Sin Ti » (You Don't Have to Say You Love Me)
  - « Culpable O No »
  - « Mas Allá de Todo »
  - « Fría Como el Viento »
  - « Entrégate »
  - « Tengo Todo Excepto a Ti »
  - « La Incondicional »
8. « Suave »
9. « Hasta Que Me Olvides »
10. Interlude (Orchestre)
11. « Que Nivel De Mujer » (Attitude Dance)
12. « Historia de un Amor »
13. « Nosotros »
14. « Como Yo Te Amé »
15. « Somos Novios »(It's Impossible)
16. « Sin Ti »
17. « El día que me quieras »
18. « La Media Vuelta »
19. « Si Nos Dejan »
20. « De Que Manera Te Olvido »
21. « El Rey »
22. « Será Que No Me Amas » (Blame It on the Boogie)

## Dates
- Note: Certaines dates et certains lieux manquent en raison du manque de sources fiables.

## Personnel
Basé sur AllMusic.
- Luis Miguel - chant
- Kiko Cibrian - directeur musical, guitare acoustique et électrique
- Gerardo Carrillo - basse
- Victor Loyo - batterie
- Francisco Loyo - piano, claviers
- Arturo Pérez - claviers
- Leonardo López - percussions, chœurs
- Juan Manuel Arpero - trompette
- Armando Cedillo - trompette
- Alejandro Carballo - trombone
- Jeff Nathanson - saxophone
- Coco Potenza - bandonéon
- Patricia Tanus - chœurs
- Fedra Vargas - chœurs
- Ana Espina Salinas - chœurs
- Mariachi 2000